# Jeu de hasard pur
 (juin 2019).
Si vous disposez d'ouvrages ou d'articles de référence ou si vous connaissez des sites web de qualité traitant du thème abordé ici, merci de compléter l'article en donnant les références utiles à sa vérifiabilité et en les liant à la section « Notes et références ».
Un jeu de hasard pur est un jeu de hasard, où le seul élément qui détermine la victoire est le hasard, sans que les joueurs puissent intervenir ou prendre des décisions ayant un impact sur leurs chances de gagner la partie. Dès qu'un élément de règle permet au joueur de choisir entre plusieurs options de jeu qui pourraient influencer leur chance de succès, on ne peut plus parler de jeu de hasard pur ; on parle alors d'un jeu de hasard raisonné.

## Quelques jeux de hasard pur connus
- Jeu de l'oie (jeu de société)
- Bataille (jeu de cartes)
- Pile ou face
- Serpents et échelles
- Loterie
- Roulette
- Bandit Manchot